# Rajd Szkocji 2011
Rezultaty Rajdu Szkocji (RAC MSA Rally of Scotland), eliminacji Intercontinental Rally Challenge w 2011 roku, który odbył się w dniach 7 października - 9 października. Była to dziesiąta runda IRC w tamtym roku oraz druga szutrowa. Bazą rajdu było miasto Perth. Zwycięzcami rajdu została belgijska załoga Andreas Mikkelsen i Ola Fløene jadąca Škodą Fabią S2000. Wyprzedzili oni Finów Juho Hänninena i Mikko Markkulę także w Škodzie Fabii S2000 oraz Francuzów Bryana Bouffiera i Xaviera Panseriego, jadących Peugeotem 207 S2000. W rajdzie tym zastosowano współczynnik, który wyniósł 1,5 (zwycięzca otrzymał 37,5 pkt).
Rajdu nie ukończyło czterech kierowców biorących udział w Intercontinental Rally Challenge. Brytyjczyk Guy Wilks w Peugeocie 207 S2000 wycofał się na 15. oesie z powodu uszkodzenia koła. Na 11. oesie odpadł Szwed Per-Gunnar Andersson w Protonie Satrii Neo S2000. Brytyjczyk Alister McRae w Protonie Satrii Neo S2000 miał awarię pompy olejowej na 5. oesie, a Szwed Patrik Sandell w Škodzie Fabii miał awarię zawieszenia na 11. oesie.

## Klasyfikacja ostateczna
| Miejsce                  | Zawodnik                 | Pilot                    | Samochód                 | Czas                     | Strata                   | Punkty                   |
| IRC (punktowane pozycje) | IRC (punktowane pozycje) | IRC (punktowane pozycje) | IRC (punktowane pozycje) | IRC (punktowane pozycje) | IRC (punktowane pozycje) | IRC (punktowane pozycje) |
| ------------------------ | ------------------------ | ------------------------ | ------------------------ | ------------------------ | ------------------------ | ------------------------ |
| 1.                       | Andreas Mikkelsen        | Ola Fløene               | Škoda Fabia S2000        | 1:55:17.2                |                          | 37,5                     |
| 2.                       | Juho Hänninen            | Mikko Markkula           | Škoda Fabia S2000        | 1:55:43.6                | +26.4                    | 27                       |
| 3.                       | Bryan Bouffier           | Xavier Panseri           | Peugeot 207 S2000        | 1:56:52.5                | +1:35.3                  | 22.5                     |
| 4.                       | Craig Breen              | Gareth Roberts           | Ford Fiesta S2000        | 1:57:22.3                | +2:05.1                  | 18                       |
| 5.                       | Jan Kopecký              | Petr Starý               | Škoda Fabia S2000        | 1:57:28.9                | +2:11.7                  | 15                       |
| 6.                       | Thierry Neuville         | Nicolas Gilsoul          | Peugeot 207 S2000        | 1:58:27.6                | +3:10.4                  | 12                       |
| 7.                       | Toni Gardemeister        | Tapio Suominen           | Škoda Fabia S2000        | 1:58:28.7                | +3:11.5                  | 9                        |
| 8.                       | Alastair Fisher          | Daniel Baritt            | Ford Fiesta S2000        | 2:00:17.1                | +4:59.9                  | 6                        |
| 9.                       | Toshihiro Arai           | Dale Moscatt             | Subaru Impreza R4        | 2:03:34.8                | +8:17.6                  | 3                        |
| 10.                      | Matthias Kahle           | Peter Göbel              | Škoda Fabia S2000        | 2:04:53.3                | +9:36.1                  | 1,5                      |

## Zwycięzcy odcinków specjalnych
| Dzień     | Odcinek | G. rozp. | Nazwa           | Długość  | Zwycięzca         | Czas    | Lider rajdu       |
| --------- | ------- | -------- | --------------- | -------- | ----------------- | ------- | ----------------- |
| 1 (7 PAŹ) | SS1     | 19:45    | Carron Valley 1 | 8,36 km  | Guy Wilks         | 5:24.8  | Guy Wilks         |
| 1 (7 PAŹ) | SS2     | 20:10    | Carron Valley 2 | 8,36 km  | Guy Wilks         | 5:21.9  | Guy Wilks         |
| 2 (8 PAŹ) | SS3     | 9:20     | Craigvinean 1   | 16,54 km | Andreas Mikkelsen | 9:38.2  | Guy Wilks         |
| 2 (8 PAŹ) | SS4     | 10:45    | Drummond Hill 1 | 13,16 km | Bryan Bouffier    | 8:15.3  | Andreas Mikkelsen |
| 2 (8 PAŹ) | SS5     | 12:10    | Errochty 1      | 17,68 km | Andreas Mikkelsen | 10:02.9 | Andreas Mikkelsen |
| 2 (8 PAŹ) | SS6     | 16:15    | Craigvinean 2   | 16,54 km | Andreas Mikkelsen | 9:50.4  | Andreas Mikkelsen |
| 2 (8 PAŹ) | SS7     | 17:40    | Errochty 2      | 17,68 km | Andreas Mikkelsen | 10:12.4 | Andreas Mikkelsen |
| 2 (8 PAŹ) | SS8     | 18:52    | Drummond Hill 2 | 13,16 km | odcinek anulowany | -       | Andreas Mikkelsen |
| 3 (9 PAŹ) | SS9     | 9:08     | Carron Valley 3 | 8,36 km  | Juho Hänninen     | 5:12.2  | Andreas Mikkelsen |
| 3 (9 PAŹ) | SS10    | 10:52    | Loch Chon 1     | 9,91 km  | Patrik Sandell    | 6:41.5  | Andreas Mikkelsen |
| 3 (9 PAŹ) | SS11    | 11:10    | High Corrie 1   | 25,81 km | Juho Hänninen     | 16:34.2 | Andreas Mikkelsen |
| 3 (9 PAŹ) | SS12    | 13:37    | Loch Chon 2     | 9,91 km  | Andreas Mikkelsen | 6:33.3  | Andreas Mikkelsen |
| 3 (9 PAŹ) | SS13    | 13:55    | High Corrie 2   | 25,81 km | Juho Hänninen     | 16:47.7 | Andreas Mikkelsen |
| 3 (9 PAŹ) | SS14    | 17:00    | Scone Palace 1  | 2,84 km  | Thierry Neuville  | 1:57.7  | Andreas Mikkelsen |
| 3 (9 PAŹ) | SS15    | 17:19    | Scone Palace 2  | 2,84 km  | Thierry Neuville  | 1:59.4  | Andreas Mikkelsen |